# Duomo di Pordenone
Il Duomo di San Marco è il principale luogo di culto cattolico di Pordenone e la concattedrale della diocesi di Concordia-Pordenone.

## Storia

### Origini

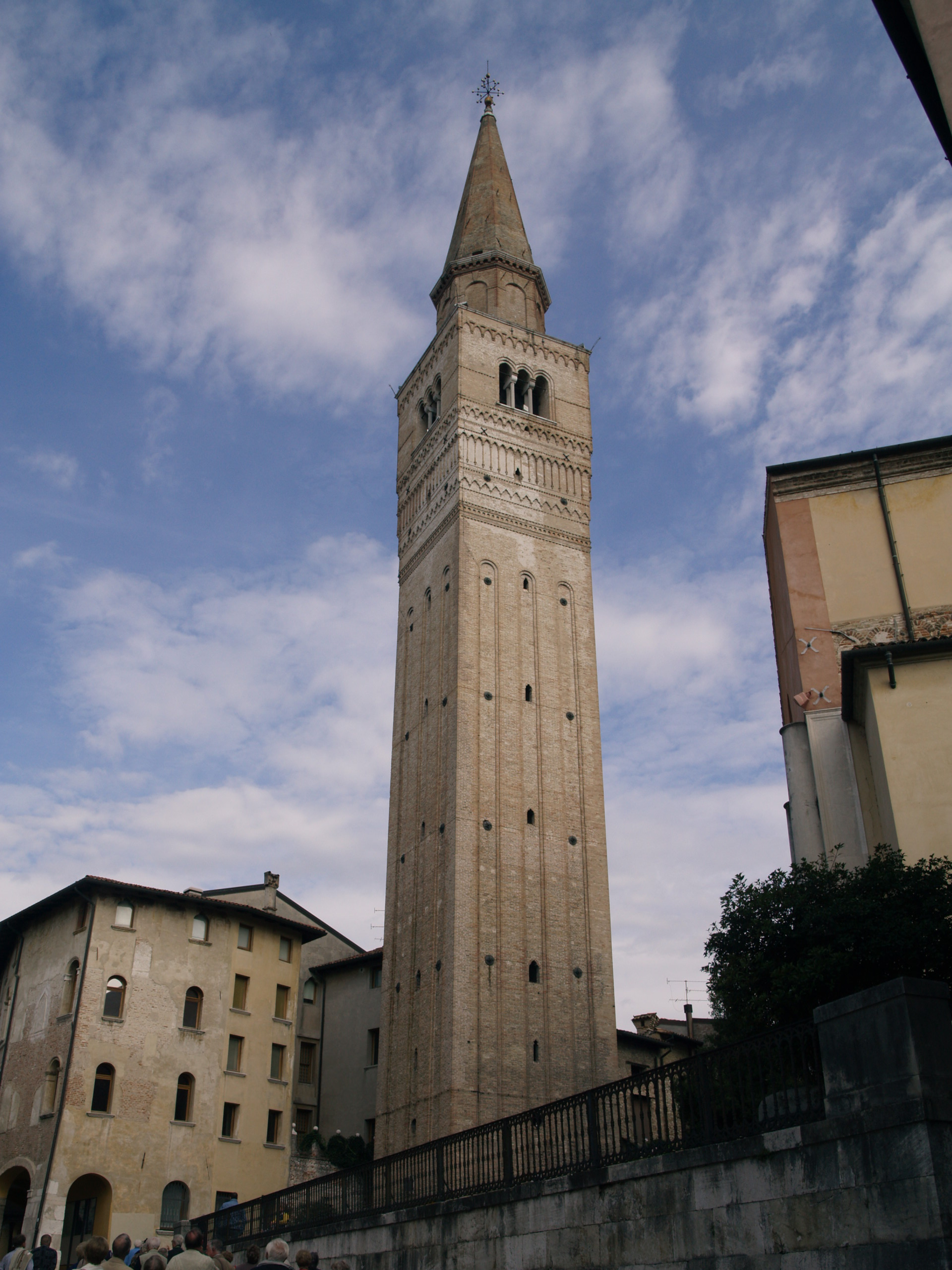
Il campanile del Duomo.

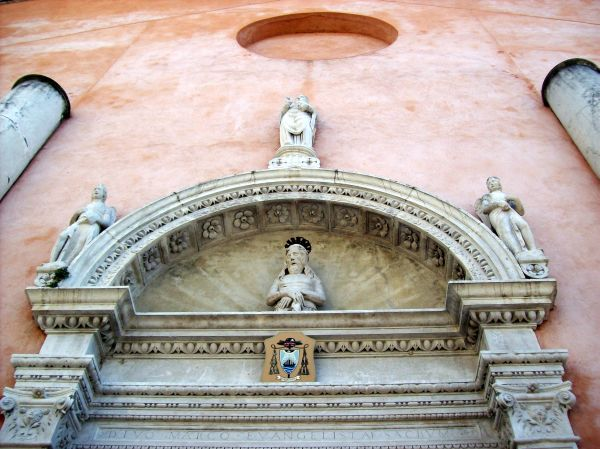
Particolare del portale del Duomo.

La locale comunità cristiana originariamente dipendeva dalla pieve dei Santi Ilario e Taziano, nell'attuale frazione di Torre e di probabile fondazione aquileiese. Anche il titolo di San Marco, del resto, richiama al legame con il primo tradizionale evangelizzatore di Aquileia. A causa di motivi politici e del progressivo interramento del Noncello, gradualmente Pordenone assunse sempre maggiore importanza a scapito di Torre, determinando nel 1278 il distaccamento dalla chiesa matrice con l'elevazione della chiesa di San Marco a pieve.
L'edificio attuale fu costruito a partire dalla seconda metà del XIII secolo in stile romanico-gotico sui resti di una precedente costruzione. La parte che è rimasta più fedele all'originale si può vedere nell'abside trecentesco, nel tiburio e nel campanile, completato nel 1347 in forme romanico-gotiche, anche se la cuspide è seicentesca, portando così l'altezza complessiva a 79,47 metri. L'alto campanile romanico-gotico è in mattoni a vista, con eleganti trifore e archetti pensili in cotto.

### Restauri
I primi interventi localizzati di restauro furono eseguiti nel 1938 e portarono al ritrovamento delle due figure di santi attribuite al Pordenone sul pilastro di destra della crociera; successivamente nel 1940 furono ritrovati gli affreschi del XV secolo nella Cappella dei santi Pietro e Paolo (1939) e l'affresco della Resurrezione nella sacrestia (1941).
In ogni caso il primo progetto globale di restauro dell'intero duomo iniziò nel 1956 e venne portato avanti in più riprese, anche abbattendo alcuni edifici circostanti, così da ridare al duomo l'aspetto che aveva al momento degli ampliamenti settecenteschi. All'interno fu riportata alla luce la decorazione della cupola del transetto
Tra il 1965 e il 1975 fu restaurato il pavimento sotto il quale furono ritrovate alcune lastre tombali, ora collocate all'esterno del duomo. Fu ripristinato il tetto della navata seguendo gli schemi costruttivi originali e furono restaurati gli affreschi. Furono riscoperti alcuni affreschi risalenti al Tre-Quattrocento e nascosti sotto l'intonaco della navata; furono staccati e collocati sulle pareti interne, solo la scena meglio conservata fu lasciata al suo posto
Poco dopo il terremoto del Friuli del 1976 causò notevoli danni e si dovette procedere al consolidamento dei muri portanti, rifacimento della pavimentazione interna e del tetto della navata.
L'ultimo intervento di restauro fu eseguito nel 1997 con il rafforzamento della struttura muraria con tiranti in acciaio e fu sistemata la facciata.
"Nel corso degli ultimi restauri, è venuta alla luce, sotto l'intonaco dietro l'altar maggiore, la parte di un affresco, con un'iscrizione del 1412, la più antica sinora apparsa nel duomo".

### Storia recente
Il 26 ottobre 1974 il duomo è stato elevato alla dignità di concattedrale della diocesi di Concordia-Pordenone, con decreto della Congregazione per i vescovi, in seguito al trasferimento della sede vescovile da Portogruaro a Pordenone.
Nel febbraio del 2005 il duomo è stato visitato dal presidente della Repubblica Italiana Carlo Azeglio Ciampi il quale ha esclamato "«Che bello e spazioso questo duomo!». Si è inoltre informato anche su eventuali danni subiti dal tempio a causa del terremoto del 1976".
Nell'anno del Giubileo straordinario della misericordia il 13 dicembre 2015 si è svolta la solenne cerimonia dell'apertura della Porta santa del duomo concattedrale di San Marco, la prima nella diocesi di Concordia-Pordenone. La Porta santa è stata aperta dalle mani del vescovo Giuseppe Pellegrini e da quelle di cinque esponenti di categorie sociali svantaggiate (un rappresentante dei carcerati, una madre col bambino che vive in un'istituzione diocesana volta all'accoglimento e alla cura di donne madri in situazioni familiari ed economiche di disagio, un pachistano richiedente asilo politico, una donna anziana, un disabile).

## Campanile
Il campanile in stile romanico-gotico è il simbolo della città; "fu iniziato nel 1291", per sostituirne uno precedente collocato probabilmente nella cappella di sinistra del duomo, terminato nel 1347 fino al livello superiore della cella campanaria. "L'uso quasi esclusivo del laterizio si ricollega a quello che fu un preciso intendimento programmatico nella ricostruzione successiva all'incendio del 1318, comune del resto a molti centri del Friuli occidentale e del Veneto".
Fino al 1544 al pianterreno era presente un locale adibito a carcere. Fu più volte danneggiato dai terremoti (in particolare da quelli del 1348 e del 1976) e dai fulmini. Nel 1820 fu emessa un'ordinanza per abbatterlo per ragioni di sicurezza, per fortuna mai eseguita. Nel 1862 si eseguì una fasciatura in ferro e nel 1888 fu completamente ristrutturato. Altri lavori di consolidamento furono necessari dopo il terremoto del 1976. La cella campanaria custodisce sei campane di cui una, la più piccola, del 1627 fusa dai Fratelli Fadiis e le rimanenti 5 fuse dalla fonderia De Poli di Vittorio Veneto nel 1991 data della ultima ristrutturazione, con benedizione per mano di Giovanni Paolo II in occasione della sua visita in diocesi l'anno successivo. La visita del sommo pontefice è ricordata da un bassorilievo bronzeo, custodito all'interno dell'edificio sacro, dello scultore Fiorenzo Bacci.

## Facciata
La facciata si presenta nelle vesti del progetto ottocentesco incompiuto di Francesco Lazzari. Il portale fu realizzato da Giovanni Antonio Pilacorte nel 1511. Sulla lunetta vi è raffigurato il Cristo Passo, mentre sugli stipiti vi sono rappresentati i Segni zodiacali e sull'architrave e sui plinti ci sono scene della Creazione. Nel diciannovesimo secolo, come racconta nei suoi scritti Vendramino Candiani, appassionato di studi storici e artistici locali, era ancora possibile osservare le tracce degli affreschi che abbellivano la facciata di Gasparo Narvesa (commissionatigli dal Consiglio di Pordenone il 21 aprile del 1593).
L'area antistante la chiesa fu un tempo adibita a luogo di sepoltura. Sulla sinistra del Duomo è ancora possibile osservare la sagoma dell'antica cappella, demolita nel 1895, dedicata a Sant'Antonio ab incarnario.

## Interno

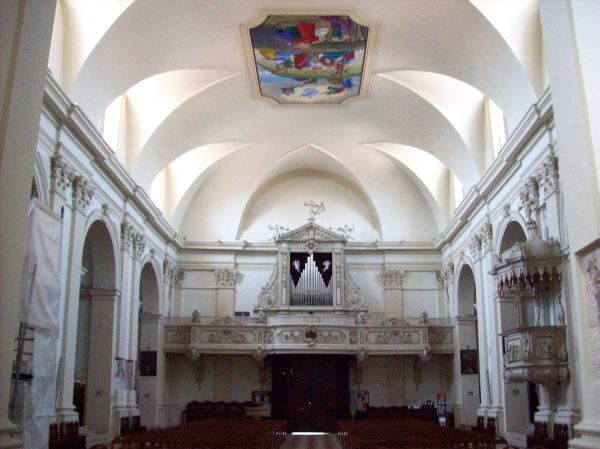
L'interno del Duomo.

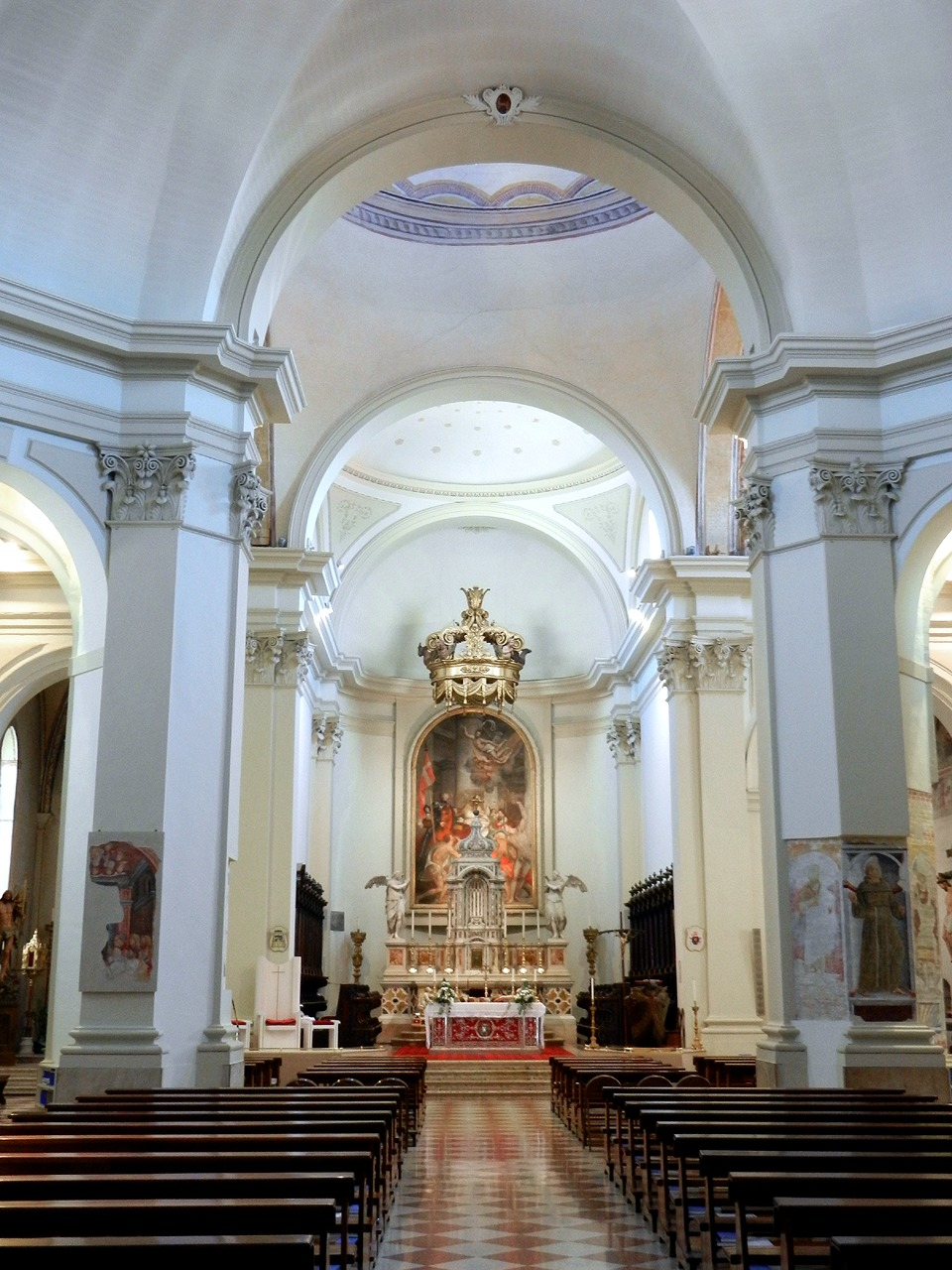
Il presbiterio.

L'interno presenta un'unica navata; risale al XVI secolo la creazione delle cappelle laterali (tre per ogni lato), mentre nel corso del XVIII secolo vi furono altri ampliamenti che modificarono l'aspetto generale, come la sopraelevazione della navata e l'adeguamento decorativo al gusto dell'epoca. Il progetto venne affidato all'architetto svizzero naturalizzato italiano Domenico Rossi che operò anche nella Cattedrale di Santa Maria Annunziata della vicina città di Udine. Alcuni storici dell'architettura ritengono che nei lavori del Duomo pordenonese si possa rinvenire qualche somiglianza con l'interno della chiesa di Santa Maria Assunta, detta I Gesuiti della città di Venezia.
Gli altari marmorei sono tutti opera dell'artista settecentesco di Portogruaro Giovanni Battista Bettini ad eccezione dell'Altare del Carmine della seconda cappella laterale di destra (1732 - Bottega dei Groppelli) e dell''Altare di San Vincenzo Ferrari della prima cappella laterale di sinistra (1739-1742 - Agostino e Lorenzo Canziani). L'altare maggiore, l'organo e alcuni altari marmorei delle cappelle laterali provengono dall'antica chiesa cittadina del Rosario, demolita nel 1812.
"Nel 1859 venne rialzato e ridisegnato il pavimento, mentre tra il 1878 e il 1883 si intervenne sul soffitto distruggendo l'affresco del Venier del 1722 con storie di San Marco e furono collocati i cornicioni e le paraste neoclassiche. Nel 1897 fu realizzata la scalinata esterna in occasione dell'abbassamento del livello stradale".
Sulla volta è presente un affresco del 2000 realizzato da Antonio Boatto, raffigurante la Trinità nel Vangelo di San Marco.
Nel 2014 sono state inaugurate le nuove vetrate ideate dal maestro Albano Poli. "Diverse una dall'altra, offrono la possibilità a chi entra in Duomo di percepire la grande luminosità che valorizza le opere d'arte, ma fa anche percepire di essere in un luogo avvolgente, "alto". Il tutto frutto di uno studio lungo e quotidiano della luce, colta nei vari momenti del giorno".
Nell'ingresso della chiesa è posta l'acquasantiera a pila poggiante su un dado dello scultore rinascimentale Giovanni Antonio Pilacorte, datata 1508. Sul dado del recipiente contenente l'acqua benedetta è scolpito lo stemma del Comune di Pordenone raffigurante una porta urbica aperta sulle onde del mare.

### Prima cappella laterale di destra o Cappella della Misericordia

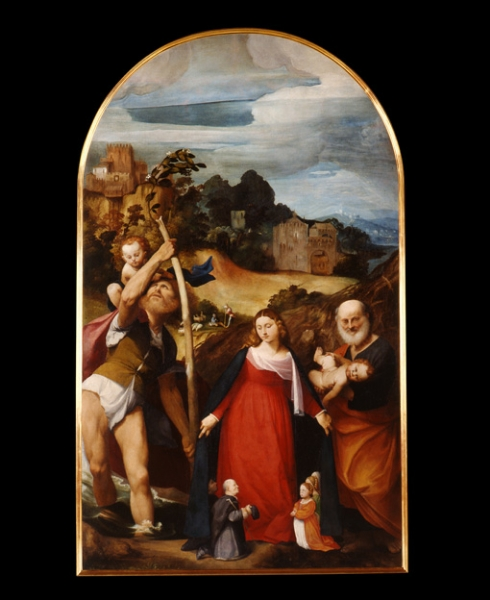
Il Pordenone, pala della Madonna della Misericordia.

Sul primo altare di destra è presente la pala con la Madonna della Misericordia (1515 -1516), opera del Pordenone (tela ove si nota "l'influsso di Tiziano e di Sebastiano del Piombo, che interpretò peraltro con una certa rudezza"). L'opera del Pordenone descritto dal Vasari "in grado d'eccellenza nella pittura egregio e spedito maestro" e considerato dallo storico dell'arte Vittorio Sgarbi "un profeta perché è stato il primo manierista ante litteram", raffigura "al centro la Vergine - che accoglie sotto il suo manto da un lato tre figure femminili, verosimilmente la moglie del testatore Lucia e le nipoti Maria e Aloisa, dall'altro Giovanni Francesco da Tiezzo e alle sue spalle un'altra persona - affiancata dai santi Cristoforo e Giuseppe". La pala della Madonna della Misericordia è una delle opere d'arte più importanti della città di Pordenone. Sullo sfondo è raffigurato un paesaggio bucolico caratterizzato dalla presenza di un massiccio castello e di una porta urbica fortificata.
L'Altare, denominato di San Giuseppe o della Misericordia, è opera di Giovanni Battista Bettini di Portogruaro ed è risalente al 1771.

### Seconda cappella laterale di destra
Qui è collocata una Statua della Madonna. Inoltre poco prima della cappella sono presenti due affreschi attribuiti al pittore Stefano Pievano di Sant'Agnese raffiguranti alcuni Santi Vescovi e San Cristoforo. Molti storici dell'arte ravvisano in quest'ultimo affresco una particolare somiglianza con lo "scomparto di polittico" custodito presso il Museo Civico Correr di Venezia e proveniente dalla chiesa di San Zaccaria.

### Terza cappella laterale di destra
Questa cappella presenta un dipinto di Marcello Fogolino raffigurante "San Francesco con i Santi Daniele e Giovanni Battista" (1523). La parte bassa della tela del pittore rinascimentale vicentino è caratterizzata dalla rappresentazione dello stemma della famiglia nobile dei Fontana e dal disegno delle due piccole chiese pordenonesi, ormaiempo erano dedicate ai Santi Giovanni Battista e Daniele.

### Cappella Montereale-Mantica

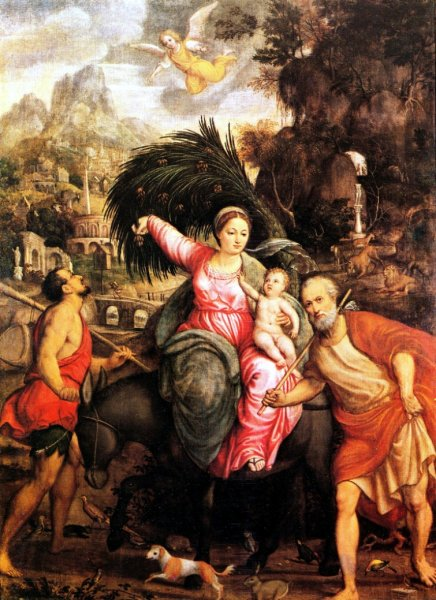
Pomponio Amalteo, Fuga in Egitto.

La cappella è stata affrescata da Giovanni Maria Zaffoni, allievo del Pordenone e di Pomponio Amalteo. L'ultimo restauro risale all'anno 2013 ed è stato effettuato dal restauratore e artista Giancarlo Magri. "La cappella è stata eretta per volontà di Aloisa Mantica, figlia di Gio Daniele e moglie in seconde nozze di Alessandro dei Signori di Spilimbergo. È stata interamente affrescata nel 1554-1555 da Gio Maria Zaffoni detto il Calderari, allievo del Pordenone. Scene sacre che anticipano l'arte "alla maniera" della vita della Vergine, con Anna Gioacchino e Cristo. Pare che i medaglioni dipinti nello zoccolo alto della cappella siano l'anticipazione del successivo dogma dell'Immacolata". La cappella custodisce un sarcofago del 1511 ove riposa la committente Luisa.
Sulle pareti della cappella sono affrescati momenti delle Storie della Vergine.
- Pentecoste;
- Cristo fra i Dottori;
- Ascensione.
- cena di Emmaus;
- Resurrezione;
- Maddalena.
- Assunzione;
- Visitazione.

Sulle lunette sono raffigurati:
- presentazione al tempio di Gesù;
- Epifania;
- adorazione dei pastori;
- annunciazione.

Sulla volta sono raffigurati:
- santi Anna e Gioacchino;
- nascita di Maria;
- presentazione al Tempio di Maria;
- sposalizio della Vergine.

La pala d'altare che raffigura la Fuga in Egitto è opera di Pomponio Amalteo e risale al 1565. Il dipinto raffigura l'episodio, narrato all'interno del Vangelo apocrifo dello pseudo-Matteo, in cui una palma offre datteri a Maria e dell'acqua sgorga per dissetarla, similmente a quanto descritto in breve nel Corano (Sura XIX). Il pittore di San Vito al Tagliamento trova in questa raffigurazione religiosa "quasi un pretesto per dipingere un fantasioso paesaggio disseminato di frammenti di statue, di obelischi e di architetture fantastiche".

### Pilastro di destra

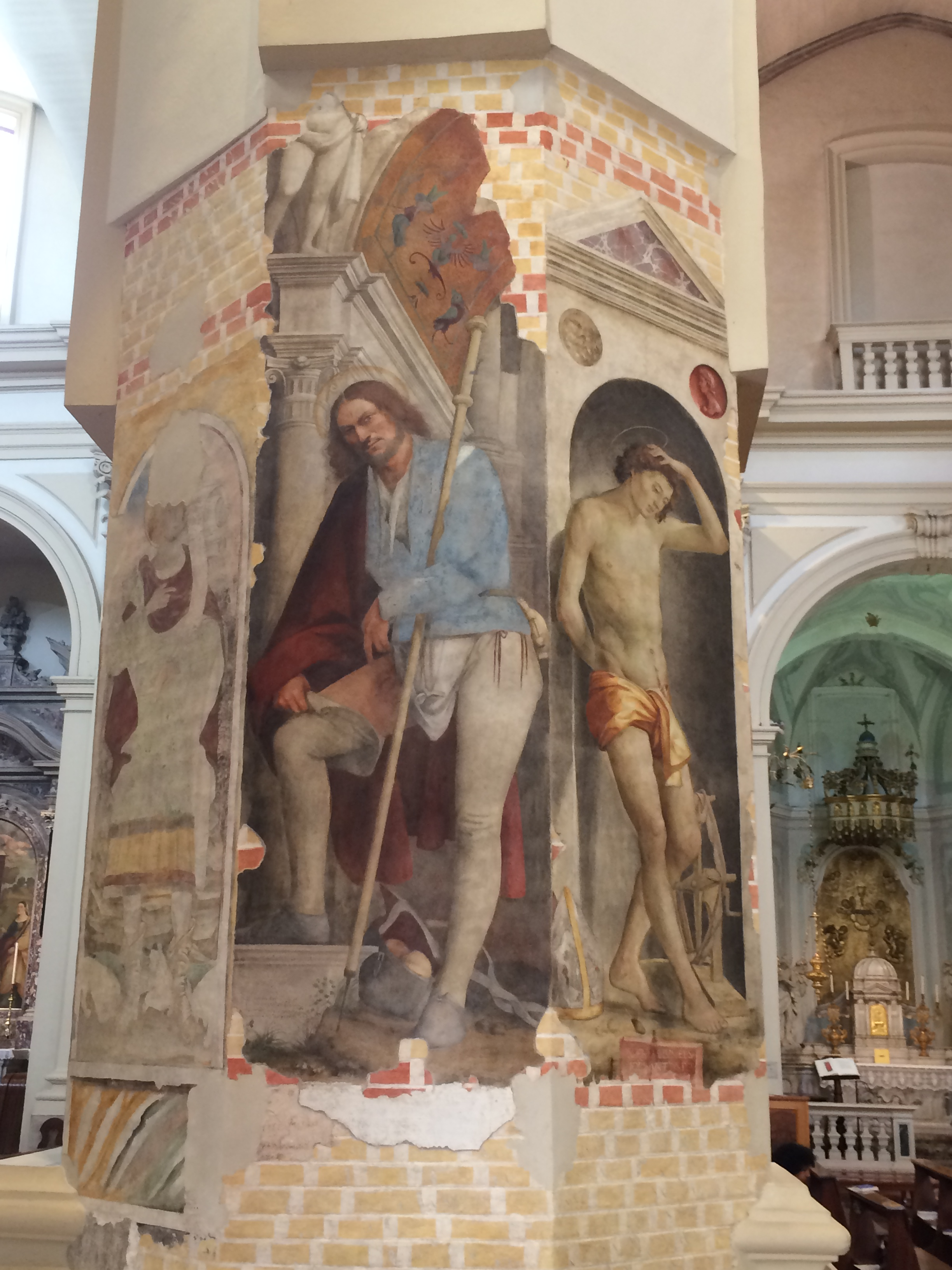
Pordenone, San Rocco e Sant'Erasmo

Sul pilastro posto davanti all'ingresso della cappella Montereale-Mantica sono presenti preziosi affreschi risalenti al Quattrocento e Cinquecento:
- San Giovanni Battista;
- San Francesco stigmatizzato,
- San Daniele;
- San Rocco (1515-1518), anch'esso opera del Pordenone, "considerato il suo autoritratto"[21];
- Sant'Erasmo (1512-1514), opera del Pordenone;
- Madonna con Bambino (prima del 1506), anch'esso tradizionalmente attribuito allo stesso pittore, ma senza validi supporti.

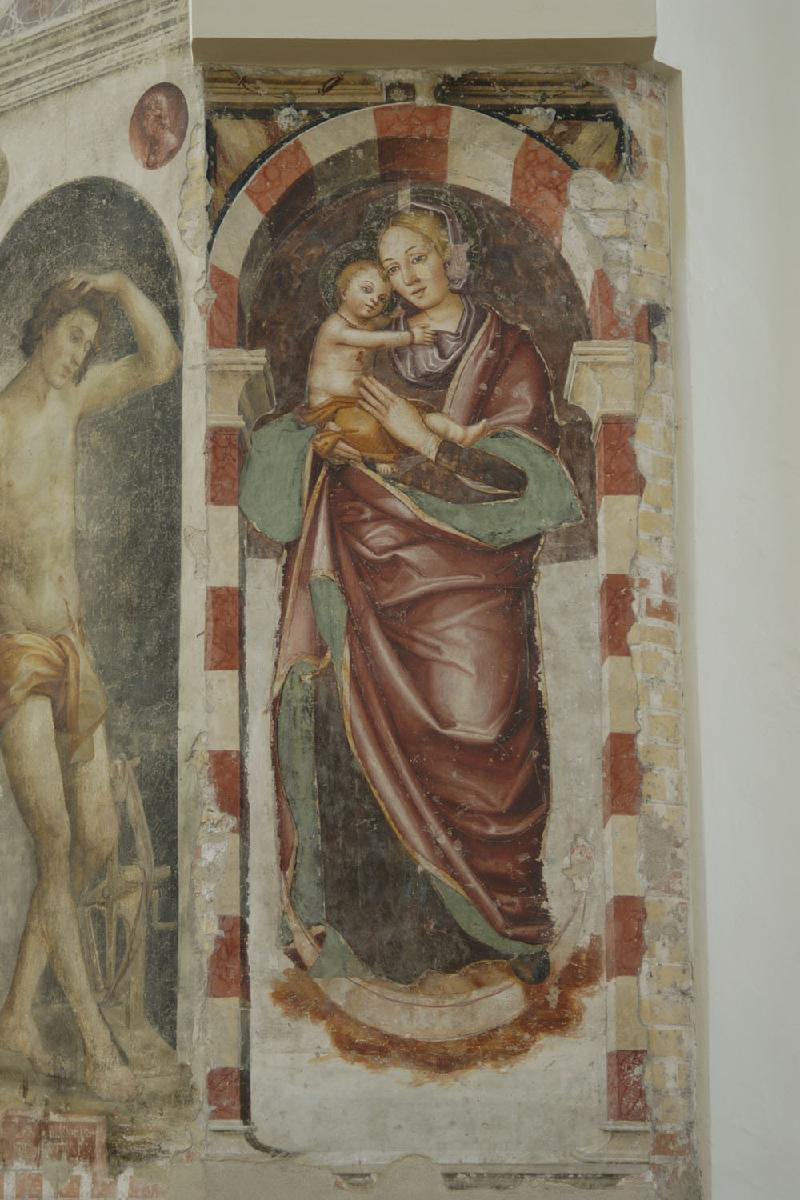
Madonna con Bambino
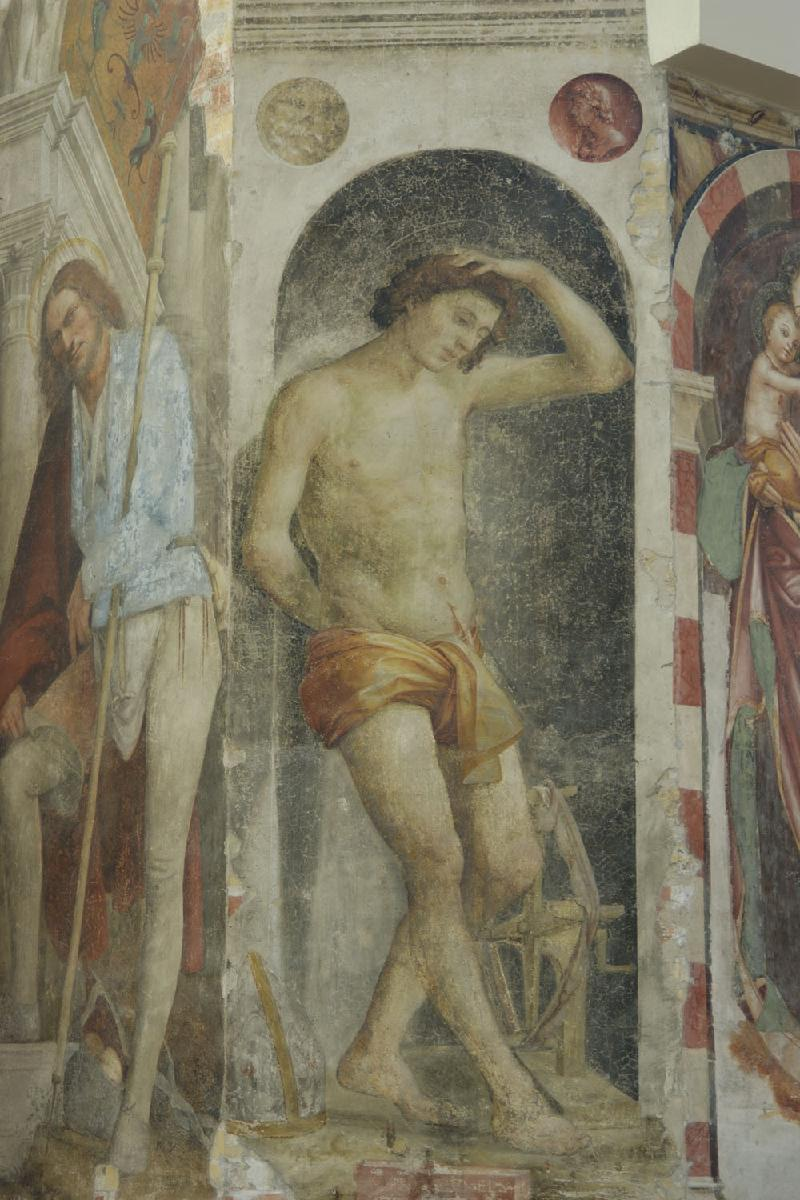
Sant'Erasmo
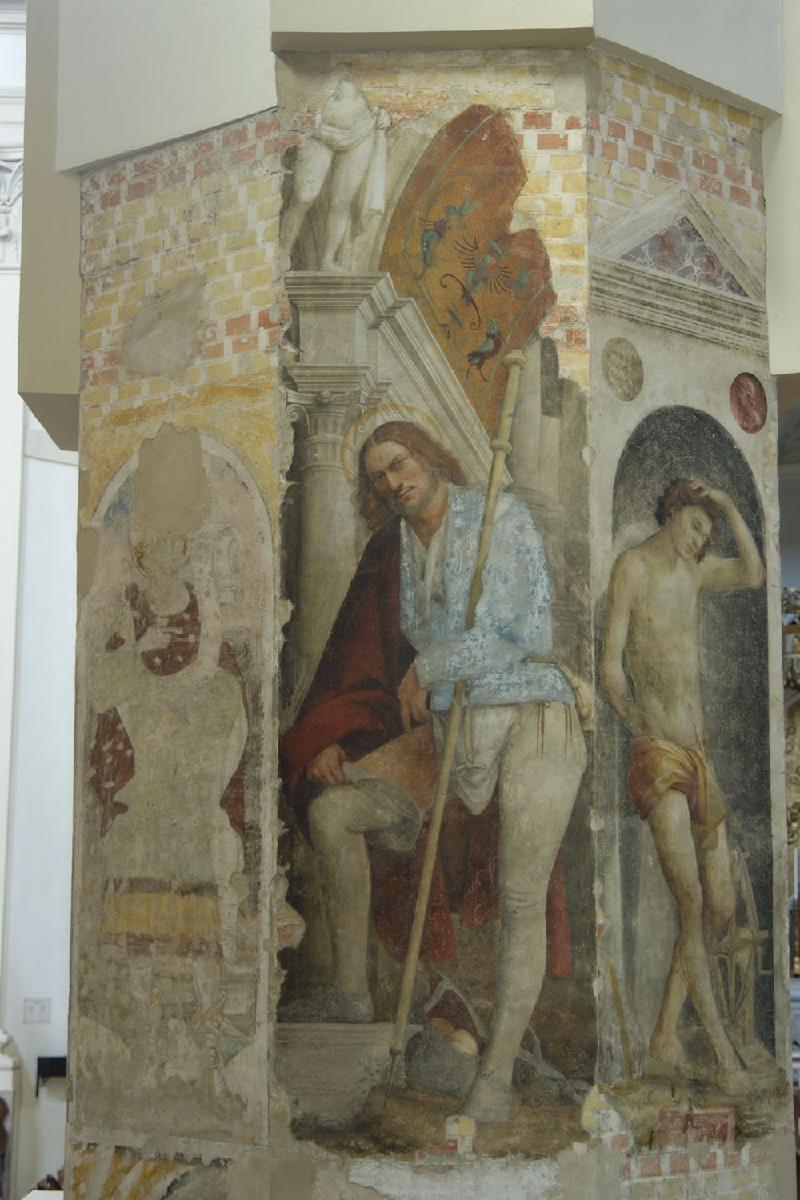
San Rocco

### Cappella dei Santi Pietro e Paolo o Cappella Ricchieri
La cappella, nota anche come Cappella Ricchieri, si trova a destra della crociera. La volta è affrescata con Simboli degli evangelisti e con Santi ed Angeli, mentre alle pareti sono raffigurate delle Vedute di città.
La maggior parte degli storici dell'arte fanno risalire questi affreschi al periodo 1414-1420 e sono attribuiti "ad uno stretto seguace di Gentile da Fabriano", in quel periodo operante a Brescia.
Al suo interno spicca per bellezza di fattura la statua lignea seicentesca di Filippo de Porri "Il Cristo risorto". Inoltre sono presenti due statue lignee, risalenti al XVII secolo (1690 - 1695), raffiguranti due angeli rivestiti di vesti dorate "di cui si vede il rovescio verde". Queste due statue lignee, per lungo tempo in deposito presso il Museo Civico d'Arte della città di Pordenone, sono state restituite alla Parrocchia di San Marco nel 2015. Si possono osservare inoltre sulla parete destra e sinistra due affreschi staccati e rispettivamente raffiguranti: 
- Apostoli e San Giorgio (1340-1350) anonimo;
- Madonna in trono con Bambino allattante e San Marco (1360-1370 circa) anonimo.

### Battistero
In essa è conservato un affresco raffigurante la Resurrezione di Cristo risalente al 1505 ed "un tappeto-icona raffigurante la Vergine col Bambino" proveniente dalla Persia centrale ed è possibile ammirare il fonte battesimale, opera del lapicida Giovanni Antonio Pilacorte, le copie delle portelle raffiguranti la vita di S. Giovanni Battista del Pordenone:
- "Nascita di San Giovanni Battista, 1534 - 1534, tavola/ pittura a tempera"[27];
- "San Giovanni Battista predica nel deserto, 1534 - 1534, tavola/ pittura a tempera"[28];
- "Battesimo di Cristo, 1534 - 1534, tavola/ pittura a tempera"[29];
- "Banchetto di Erode, 1534 - 1534, tavola/ pittura a tempera"[30].

Le portelle originali del fonte battesimale sono conservati all'interno del Museo Civico d'Arte di Pordenone.

### Cappella di San Nicolò
La cappella fu affrescata da un anonimo pittore noto come il Maestro delle storie di san Nicolò dopo la seconda metà del XV secolo. "La tradizione attribuisce la cappella a Rodolfo IV d'Austria: fu decorata verso la metà del XV secolo, forse grazie al contributo della Confraternita dei Barcaioli che avevano un altare privato". Sulla volta sono raffigurati i Padri della Chiesa in Cattedra, mentre alla pareti vi sono Episodi della vita di san Nicolò. L'ultimo intervento di restauro degli antichi affreschi risale agli anni 2015 e 2016.
Sulla parete adiacente al presbiterio si può vedere un affresco staccato, risalente al periodo 1414-1420 con San Nicolò in Cattedra e opera di un pittore anonimo, noto come il Maestro della Cappella Ricchieri.
L'altare di san Nicolò risale al 1753 ed è opera di Giovanni Battista Bettini da Portogruaro, mentre la pala risale al 1773 ed è stata attribuita, con qualche dubbio, a Pietro Feltrin. Infine è qui possibile osservare "un crocifisso in pastiglia" della fine del XV secolo.

### Presbiterio

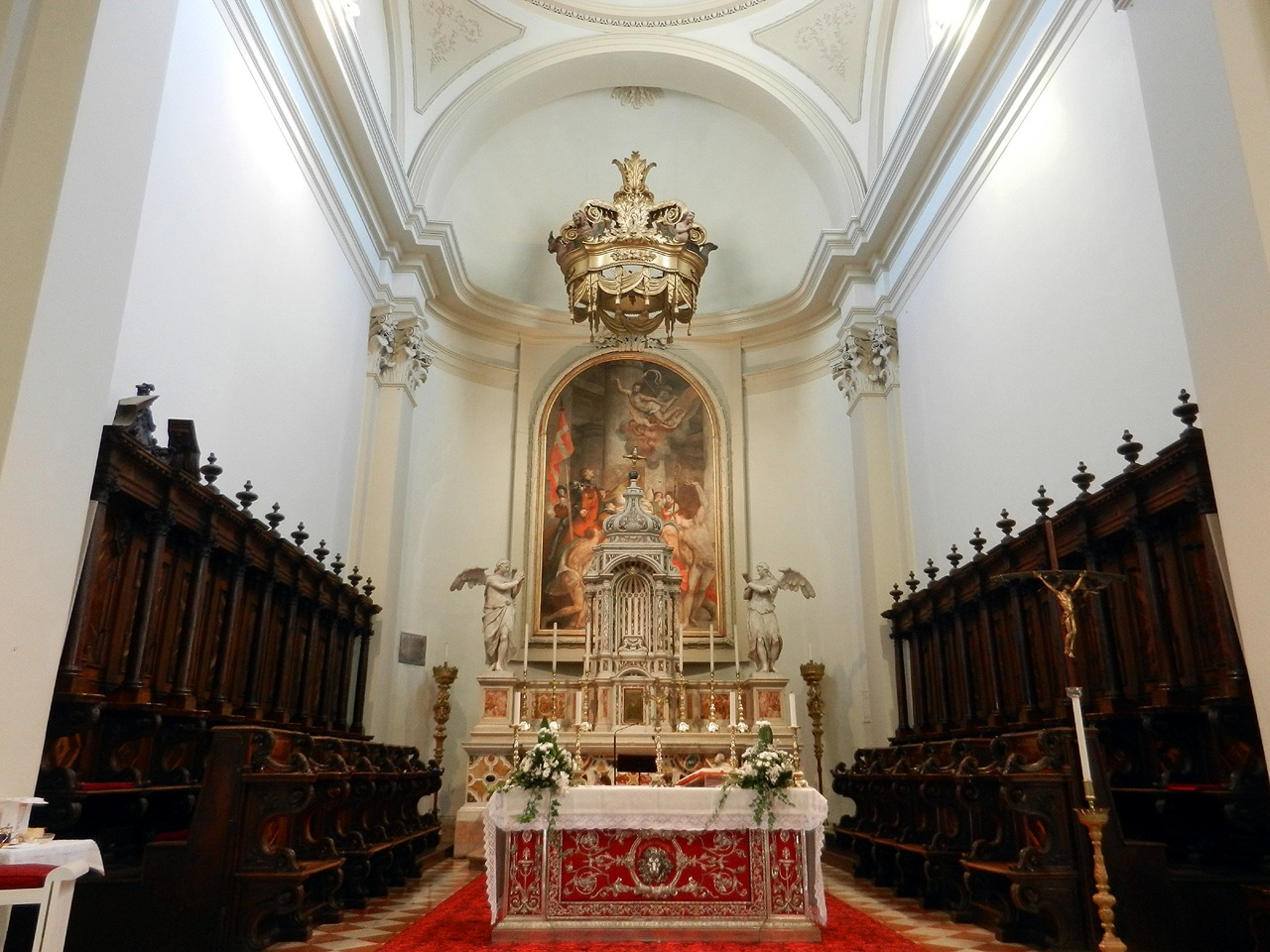
Il presbiterio.

Il presbiterio è caratterizzato dalla pala (autori: Pordenone - Pomponio Amalteo), in parte nascosta dall'altare maggiore con i due angeli adoranti (1764) del Torretti (maestro del più famoso Canova), raffigurante "S. Marco, titolare della chiesa, che consacra Ermacora vescovo di Aquileia circondato dall'arcidiacono Fortunato e dai Santi Giovanni Battista, Sebastiano, Girolamo e in ultimo, in armatura e a cavallo, Giorgio". Suggestivo l'ambone dello scultore, contemporaneo e originario di Todi, Fiorenzo Bacci. Nell'agosto del 2015, a seguito di alcuni lavori di riordino del presbiterio, "sono anche stati tolti gli stalli bassi in legno che occupavano l'area presbiteriale, rendendo difficoltose le cerimonie, e collocati nella cappella del Santissimo, entrambi del '700". Gli stalli lignei ivi presenti sono opera di Sebastiano Rizzani e risalgono al 1742.

### Cappella di Sant'Agostino
Al suo interno è presente una tela di Pietro Muttoni detto della Vecchia risalente al 1672 e un tempo collocata nella chiesa cittadina di San Giorgio. "Secondo l'iconografia adottata dalle confraternite dei Cinturati che appunto avevano sede anche in San Giorgio, il soggetto risponde alla Madonna in gloria e i Santi Agostino in paludamenti vescovili e Monica in abito monacale fra i quali si colloca un angioletto reggente un pastorale e un cucchiaio, dettaglio questo che si riferisce ad un episodio della vita del santo vescovo di Ippona". La pala ha subito numerosi restauri nel corso del tempo. I più recenti restauri risalgono al 1972 e al 2014. La cappella custodisce due tele di pittori anonimi seicenteschi raffiguranti i Santi Pietro e Giacomo.

### Cappella del Santissimo Sacramento
Cappella settecentesca con stucchi e decorazioni degli anni 70 del diciottesimo secolo.

### Pilastro di sinistra
Sul pilastro sono presenti una sinopia di Gianfrancesco da Tolmezzo raffigurante un Santo e, dello stesso pittore, un affresco della Pentecoste. "La caratterizzazione individuale dei personaggi (nuova e finalmente rinascimentale secondo Furlan) non pare aggiungere aspetti totalmente inediti alle fisionomie degli Apostoli di Barbeano" della piccola chiesa di Sant'Antonio di Barbeano di Spilimbergo. Inoltre è qui presente un affresco rappresentante San Francesco (1375-1400) di artista anonimo.

### Terza cappella laterale di sinistra
Nella cappella è presente un dipinto del 1523 di Marcello Fogolino raffigurante Madonna e i SS. Biagio e Apollonia. Secondo la maggior parte degli storici dell'arte, tra cui Furlan, il pittore vicentino manifesta, anche in quest'opera, la propensione ad inserire elementi riecheggianti l'antichità classica.
Accanto alla cappella vi è il pulpito settecentesco. Gli episodi rappresentati sono:
- La parabola del Seminatore;
- La Samaritana;
- Il profeta Mosè con le tavole dei dieci comandamenti.

### Seconda cappella laterale di sinistra
Nella cappella è presente la pala di San Girolamo di Domenico Tintoretto risalente al 1594-1595. In questo dipinto il Santo viene ritratto seminudo e con il galero (cappello) cardinalizio gettato in terra a simbolo della sua rinuncia agli onori. Inoltre si vedono il leone cui tolse la spina dal piede, un crocifisso al quale il Santo rivolge l'adorazione, un teschio come simbolo di penitenza e la pietra con cui era solito battersi il petto. Sulla sommità della tela è raffigurato un giovane angelo che tiene tra le mani un rotolo cartaceo esaltante la virtù della penitenza.

### Prima cappella laterale di sinistra
Pala settecentesca di Antonio Cavagioni raffigurante San Vincenzo Ferreri.

### Organo
L'organo è opera pregevolissima di Pietro Nachini del 1749 e proviene dalla demolita chiesa cittadina della Beata Vergine del Rosario (da cui venne prelevato a cura di Francesco Comelli nel 1810 con la cassa e la cantoria). È stato ampliato da Giovanni Battista De Lorenzi. L'ultimo restauro è stato eseguito nel 2004 da Francesco Zanin.